# Barbara Ehrenreich
Barbara Ehrenreich (Butte, 26 de agosto de 1941 – 1 de setembro de 2022) foi uma escritora e ativista norte-americana.

## Biografia
Ehrenreich nasceu Barbara Alexander, filha de Isabelle Oxley e Ben Alexander. O seu pai foi um mineiro de cobre que conseguiu estudar na Universidade Carnegie Mellon e que acabou por se tornar executivo da Gillette. Ehrenreich estudou física no Reed College, terminando em 1963. A sua tese intitulava-se "Oscilações electroquímicas do anodo de silicone". Em 1986, doutorou-se em biologia celular na Universidade Rockefeller.
Seguindo o seu interesse na mudança social, Ehrenreich optou pelo activismo político em vez de seguir uma carreira cientifica. Conheceu o seu primeiro marido, John Ehrenreich, durante uma campanha antiguerra em Nova Iorque.
Em 1970, nasceu a sua primeira filha, Rosa. O seu segundo filho, Benjamin, nasceu em 1972. Barbara divorciou-se em 1963, casou com Gary Stevenson, um empregado de armazém que se tornou num líder sindical. Divorciou-se deste no início dos anos 90.
De 1991 a 1997, Ehrenreich foi uma colunista regular da revista TIME. Contribuiu regularmente para o The Progressive.
Ehrenreich escreveu também para o New York Times, o Mother Jones, o Atlantic Monthly, Ms, New Republic, Z Magazine, In These Times, Salon.com e outras publicações.
Em 1998 e 2000 ensinou escrita de ensaios na escola de jornalismo da Universidade da California em Berkeley.
Em 2004, Ehrenreich escreveu durante um mês uma coluna como convidada no New York Times enquanto o colunista regular, Thomas Friedman, estava de licença e foi convidada a ficar como colunista. Recusou, dizendo que preferia ocupar o seu tempo em actividades de longo prazo, tal como a escrita de livros.
Foi-lhe diagnosticado câncer da mama pouco depois do lançamento do seu livro Salário de Pobreza: Como (não) sobreviver na América. No seu artigo "Bem-vindo à terra do câncer", publicado na edição de Novembro da Harper's Magazine, descreve a sua experiência com a doença e debate os problemas da indústria médica com a questão do câncer da mama.
Em 2006, Ehrenreich fundou a United Professional, uma organização em cujo website se descreve como "uma organização sem fins lucrativos e sem afiliações de membros de trabalhadores dos serviços, não importa a profissão ou a situação profissional. Dirigimo-nos a todos os trabalhadores desempregados, subempregados e ansiosamente empregados - pessoas que acreditaram que o sonho americano de que educação e esforço podem levar a uma vida segura de classe média, mas que encontram as suas vidas descoordenadas por razões fora do seu controlo."
Foi uma líder honorária dos Socialistas Democráticos da América. Fez também parte dos quadros directores da NORML.
Ehrenreich morreu em 1 de setembro de 2022, aos 81 anos de idade.

## Livros

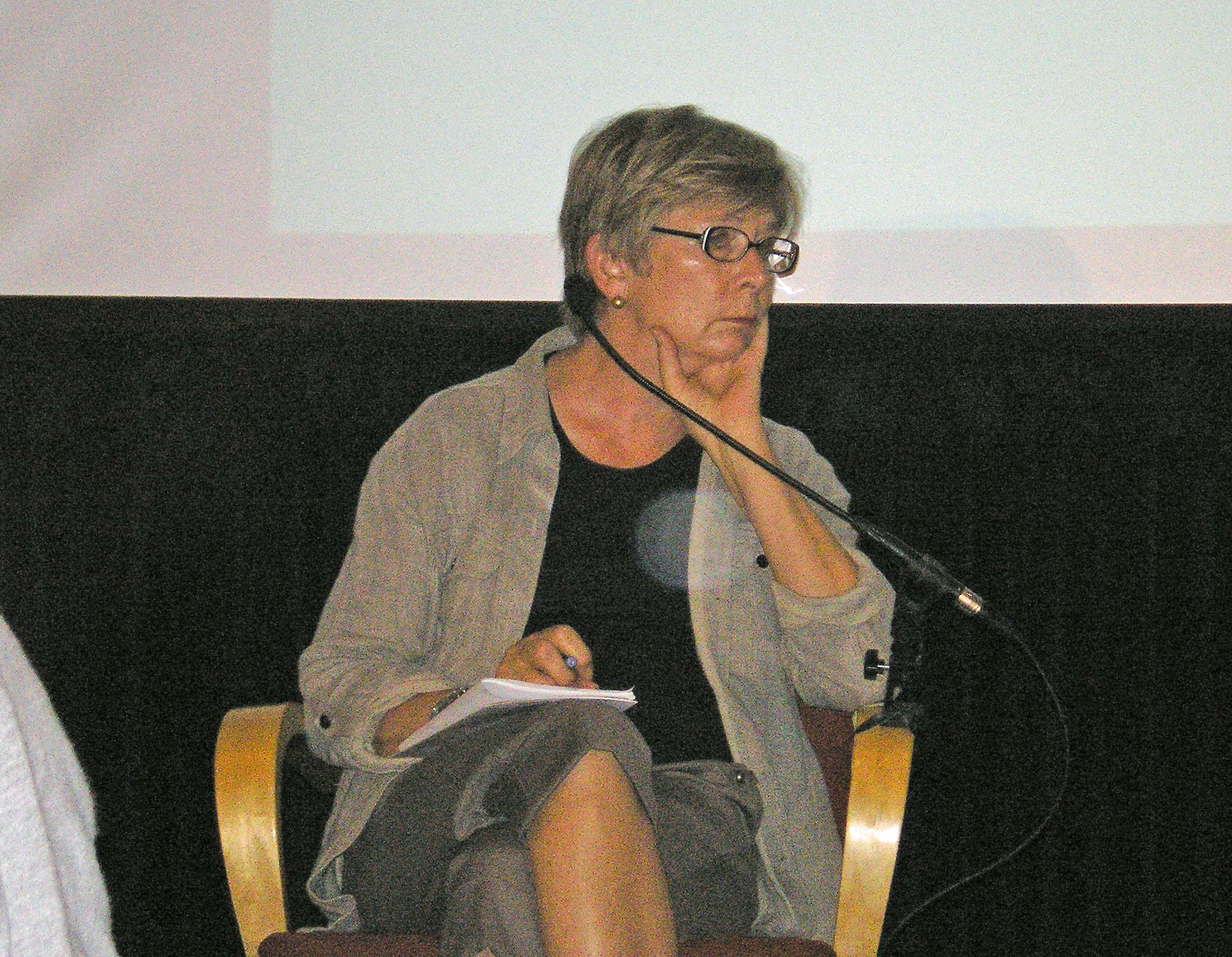
Ehrenreich em uma discussão do New York Times

### Não ficção
- Ehrenreich, Barbara; Ehrenreich, John (1969). Long March, Short Spring: The Student Uprising at Home and Abroad. [S.l.: s.n.] ISBN 9780853450863 (com John Ehrenreich)
- Ehrenreich, Barbara (1971). The American Health Empire: Power, Profits, and Politics. [S.l.: s.n.] ISBN 9780394714530 (com John Ehrenreich e Health PAC)
- Ehrenreich, Barbara; English, Deirdre (1972). Witches, Midwives, and Nurses: A History of Women Healers. [S.l.: s.n.] ISBN 0912670134 (com Deirdre English)
- Ehrenreich, Barbara; English, Deirdre (1973). Complaints and Disorders: The Sexual Politics of Sickness. [S.l.: s.n.] ISBN 9781558616950 (com Deirdre English)
- Ehrenreich, Barbara; English, Deirdre (1978). For Her Own Good: Two Centuries of the Experts' Advice to Women. [S.l.: s.n.] ISBN 9780385126502 (com Deirdre English)
- Fuentes, Annette; Fuentes, Carlos; Ehrenreich, Barbara (1983). Women in the Global Factory. [S.l.: s.n.] ISBN 9780896081987
- Ehrenreich, Barbara (1983). The Hearts of Men: American Dreams and the Flight from Commitment. [S.l.: s.n.] ISBN 9780385176149
- Ehrenreich, Barbara; Hess, Elizabeth; Jacobs, Gloria (1986). Re-Making Love: The Feminization of Sex. [S.l.: s.n.] ISBN 9780385184984 (com Elizabeth Hess e Gloria Jacobs)
- Block, Fred L.; Cloward, Richard A.; Piven, Frances Fox (1987). The Mean Season: Attack on the Welfare State. [S.l.: s.n.] ISBN 9780394744506 (com Fred L. Block, Richard A. Cloward, e Frances Fox Piven)
- Ehrenreich, Barbara (1989). Fear of Falling: The Inner Life of the Middle Class. [S.l.: s.n.] ISBN 9780394556925
- Ehrenreich, Barbara (1990). The Worst Years of Our Lives: Irreverent Notes from a Decade of Greed. [S.l.: s.n.] ISBN 9780060973841
- Ehrenreich, Barbara (1995). The Snarling Citizen: Essays. [S.l.: s.n.] ISBN 9780374266486
- Ehrenreich, Barbara (1997). Blood Rites: Origins and History of the Passions of War. [S.l.: s.n.] ISBN 9780756754389
- Ehrenreich, Barbara (2001). Nickel and Dimed: On (Not) Getting By In America. [S.l.: s.n.] ISBN 9780805063882
- Global Woman: Nannies, Maids, and Sex Workers in the New Economy. [S.l.: s.n.] 2003. ISBN 9780805069952 (ed., com Arlie Hochschild)
- Ehrenreich, Barbara (2005). Bait and Switch: The (Futile) Pursuit of the American Dream. [S.l.: s.n.] ISBN 9780805076066
- Ehrenreich, Barbara (2007). Dancing in the Streets: A History of Collective Joy. [S.l.: s.n.] ISBN 9780805057232
- Ehrenreich, Barbara (2008). This Land is Their Land: Reports from a Divided Nation. New York: Metropolitan Books. ISBN 978-0-8050-8840-3. OCLC 182737659
- Ehrenreich, Barbara (2009). Bright-Sided: How the Relentless Promotion of Positive Thinking has Undermined America. New York: Metropolitan Books. ISBN 978-0-8050-8749-9. OCLC 317928923 (UK: Smile Or Die: How Positive Thinking Fooled America and the World)
- Ehrenreich, Barbara (2014). Living with a Wild God: A Nonbeliever's Search for the Truth about Everything. New York: Twelve. ISBN 978-1-4555-0176-2. OCLC 856053601
- Ehrenreich, Barbara (2018). Natural Causes: An Epidemic of Wellness, the Certainty of Dying, and Killing Ourselves to Live Longer. New York: Twelve. ISBN 978-1-4789-6126-0. OCLC 1039523821
- Ehrenreich, Barbara (2020). Had I Known: Collected Essays. [S.l.: s.n.] ISBN 978-1-4555-4369-4

Ficção
- Ehrenreich, Barbara (1993). Kipper's Game. [S.l.: s.n.] ISBN 9780374181550